# Cilieni
Cilieni est une commune roumaine située dans le județ d'Olt.